# Lituanie au Concours Eurovision de la chanson 2020
La Lituanie était l'un des quarante et un pays participants prévus du Concours Eurovision de la chanson 2020, qui aurait dû se dérouler à Rotterdam aux Pays-Bas. Le pays aurait été représenté par le trio The Roop et leur chanson On Fire,  sélectionnés via l'émission Pabandom Iš Naujo!. L'édition est finalement annulée en raison de la pandémie de Covid-19.

## Sélection
Le diffuseur lituanien LRT a confirmé sa participation le 8 juillet 2019.

### Format
En 2020, le format et le nom du télé-crochet sont revus. Ainsi, l'émission se nomme désormais Pabandom Iš Naujo!. Le télé-crochet prend désormais la forme de trois auditions, deux demi-finales et une finale. À chaque fois, le vote permettant de désigner les qualifiés et le vainqueur est divisé entre le télévote, pour moitié, et le vote d'un jury, pour l'autre moitié.
Lors de chaque audition, douze artistes participent puis six se qualifient au terme du vote. Lors de chaque demi-finale, neuf des dix-huit participants encore en lice participent et quatre se qualifient à chaque fois. La finale détermine alors le vainqueur parmi les huit chanteurs encore en compétition.

### Chansons
Les trente-six participants sont révélés le 3 janvier 2020.
| Artiste              | Chanson                   | Compositeurs                                                                                  |
| -------------------- | ------------------------- | --------------------------------------------------------------------------------------------- |
| Abrokenleg           | Electric Boy              | Aistė Motiejūnaitė, Darjuš Loznikov, Edvard Ragoža, Adas Gecevičius                           |
| Aika                 | Paradas                   | Jekaterina Fiodorova                                                                          |
| Aistay               | Dangus man tu             | Aistė Tomkevičiūtė-Pajaujienė                                                                 |
| Aistė Pilvelytė      | Unbreakable               | Thomas G:son, Johnny Sanchez                                                                  |
| Alen Chicco          | Somewhere Out There       | Tomas Alenčikas, Faustas Venckus                                                              |
| Andy Vaic            | Why Why Why               | Andrius Vaicenavičius                                                                         |
| Antturi              | I Gotta Do                | Žeraldas Povilaitis, Marija Povilaitė                                                         |
| Baltos Varnos        | Namų dvasia               | Milda Andrijauskaitė-Bakanauskienė, Teresė Andrijauskaitė                                     |
| Bernardas            | Dad, Don't Be Mad at Me   | Bernardas Garbačauskas                                                                        |
| Donata Virbilaitė    | Made of Wax               | Christopher Wortley, Niko Westelinck, Hannah Brine, DWB                                       |
| Evgenya Redko        | Far                       | Asaf Yehuda, Evgenya Redko, Rolands Venckys                                                   |
| Gabrielius Vagelis   | Tave čia randu            | Gabrielius Vagelis                                                                            |
| Germanas Skoris      | Chemistry (Breaking Free) | Germanas Skoris                                                                               |
| Glossarium           | Game Over                 | Saulius Šivickas, Tadas Kaminskas, Lukas Gubanovas, Aivaras Daniel, Aurimas Jazdauskas        |
| Indraya              | You and I                 | Andrius Bernatonis, Joel Wayman                                                               |
| Justina Žukauskaitė  | Breathe In                | Samuel Bugia Garrido, Justina Žukauskaitė                                                     |
| Justinas Lapatinskas | Highway Story             | Justinas Stanislovaitis, Justinas Lapatinskas, Marius Matulevičius                            |
| KaYra                | Alligator                 | Kristina Radžiukynaitė, Marius Leskauskas                                                     |
| Kristina Jure        | My Sound of Silence       | Aurimas Papečkys                                                                              |
| Lukas Bartaška       | Where Is That Change?     | Leonardas Pilkauskas, Lukas Bartaška                                                          |
| Lukas Norkūnas       | Atsiprašyk                | Lukas Norkūnas                                                                                |
| Meandi               | DRIP                      | Saulius Šemiotas                                                                              |
| Monika Marija        | If I Leave                | Monika Marija Paulauskaitė, Marius Leskauskas                                                 |
| Moniqué              | Make Me Human             | Vytautas Bikus                                                                                |
| Nombeko Augustė      | Reikia man                | Kasparas Barisas, Nombeko Augustė Khotseng                                                    |
| Petunija             | Show Ya                   | Agnė Šiaulytė, Kęstutis Vaitkevičius, Adas Gecevičius                                         |
| Rokas Povilius       | Vilnius Calling           | Rokas Povilius                                                                                |
| Ruslanas Kirilkinas  | Soldier's Heart           | Edgaras Lubys                                                                                 |
| Rūta Loop            | We Came from the Sun      | Rūta Žibaitytė, Kasparas Meginis, Edgaras Žaltauskas, Paulius Vaicekauskas                    |
| Soliaris             | Breath                    | Rolandas Venckys, Viktoras Olechnovičius, Algimantas Minalga, Ray Andre                       |
| The Backs            | Fully                     | Berta Timinskaitė, Artiomas Penkevičius, Algė Matekūnaitė, Eglė Gadeikytė, Silvija Pankūnaitė |
| THE ROOP             | On Fire                   | Vaidotas Valiukevičius, Robertas Baranauskas, Mantas Banišauskas                              |
| Twosome              | Playa                     | Justinas Stanislovaitis, Paulius Šinkūnas, Marius Matulevičius                                |
| Viktorija Miškūnaitė | The Ocean                 | Jacob Jonia, Viktorija Miškūnaitė                                                             |
| Vitalijus Špokaitis  | Nemušk savęs              | Dominykas Vaitiekūnas, Rolandas Venckys, Dovydas Kiauka                                       |
| Voldemars Petersons  | Wings of Freedom          | Voldemars Petersons                                                                           |

### Émissions

#### Auditions
Les trois premières émissions sont des auditions au terme desquelles la moitié des participants est éliminée. Dix-huit artistes sont donc qualifiés pour les demi-finales 
- Qualifiés

##### Première audition
| Ordre | Artiste              | Chanson        | Jury  | Jury   | Télévote | Télévote | Total | Place |
| Ordre | Artiste              | Chanson        | Votes | Points | Voix     | Points   | Total | Place |
| ----- | -------------------- | -------------- | ----- | ------ | -------- | -------- | ----- | ----- |
| 1     | Glossarium           | Game Over      | 18    | 4      | 218      | 2        | 6     | 8     |
| 2     | Baltos Varnos        | Namų dvasia    | 46    | 10     | 592      | 10       | 20    | 2     |
| 3     | Justinas Lapatinskas | Highway Story  | 8     | 1      | 43       | 0        | 1     | 10    |
| 4     | Aistay               | Dangus man tu  | 11    | 2      | 228      | 3        | 5     | 9     |
| 5     | Petunija             | Show Ya        | 24    | 6      | 240      | 5        | 11    | 6     |
| 6     | Lukas Norkūnas       | Atsiprašyk     | 1     | 0      | 83       | 0        | 0     | 12    |
| 7     | Donata Virbilaitė    | Made of Wax    | 4     | 0      | 125      | 1        | 1     | 11    |
| 8     | Andy Vaic            | Why Why Why    | 22    | 5      | 446      | 7        | 12    | 5     |
| 9     | Aika                 | Paradas        | 18    | 4      | 237      | 4        | 8     | 7     |
| 10    | Meandi               | DRIP           | 46    | 10     | 461      | 8        | 18    | 3     |
| 11    | Monika Marija        | If I Leave     | 54    | 12     | 1006     | 12       | 24    | 1     |
| 12    | Gabrielius Vagelis   | Tave čia randu | 38    | 7      | 394      | 6        | 13    | 4     |

##### Deuxième audition
| Ordre | Artiste              | Chanson                   | Jury  | Jury   | Télévote | Télévote | Total | Place |
| Ordre | Artiste              | Chanson                   | Votes | Points | Voix     | Points   | Total | Place |
| ----- | -------------------- | ------------------------- | ----- | ------ | -------- | -------- | ----- | ----- |
| 1     | Rūta Loop            | We Came from the Sun      | 45    | 10     | 523      | 7        | 17    | 3     |
| 2     | Soliaris             | Breath                    | 22    | 5      | 179      | 1        | 6     | 7     |
| 3     | Kristina Jure        | My Sound of Silence       | 28    | 6      | 1071     | 12       | 18    | 2     |
| 4     | Alen Chicco          | Somewhere Out There       | 39    | 8      | 522      | 6        | 14    | 5     |
| 5     | Indraya              | You and I                 | 3     | 0      | 264      | 2        | 2     | 12    |
| 6     | Germanas Skoris      | Chemistry (Breaking Free) | 18    | 4      | 428      | 4        | 8     | 6     |
| 7     | Viktorija Miškūnaitė | The Ocean                 | 34    | 7      | 670      | 8        | 15    | 4     |
| 8     | Antturi              | I Gotta Do                | 11    | 1      | 266      | 3        | 4     | 9     |
| 9     | Abrokenleg           | Electric Boy              | 14    | 3      | 142      | 0        | 3     | 10    |
| 10    | Twosome              | Playa                     | 4     | 0      | 517      | 5        | 5     | 8     |
| 11    | Moniqué              | Make Me Human             | 60    | 12     | 851      | 10       | 22    | 1     |
| 12    | Voldemars Petersons  | Wings of Freedom          | 12    | 2      | 155      | 0        | 2     | 11    |

##### Troisième audition
| Ordre | Artiste             | Chanson                 | Jury  | Jury   | Télévote | Télévote | Total | Place |
| Ordre | Artiste             | Chanson                 | Votes | Points | Voix     | Points   | Total | Place |
| ----- | ------------------- | ----------------------- | ----- | ------ | -------- | -------- | ----- | ----- |
| 1     | The Backs           | Fully                   | 12    | 2      | 757      | 7        | 9     | 6     |
| 2     | Bernardas           | Dad, Don't Be Mad at Me | 2     | 0      | 703      | 6        | 6     | 9     |
| 3     | Justina Žukauskaitė | Breathe In              | 10    | 1      | 239      | 1        | 2     | 11    |
| 4     | Rokas Povilius      | Vilnius Calling         | 26    | 6      | 526      | 5        | 11    | 5     |
| 5     | KaYra               | Alligator               | 33    | 7      | 1240     | 8        | 15    | 3     |
| 6     | Lukas Bartaška      | Where Is That Change?   | 1     | 0      | 93       | 0        | 0     | 12    |
| 7     | Evgenya Redko       | Far                     | 50    | 10     | 423      | 4        | 14    | 4     |
| 8     | Ruslanas Kirilkinas | Soldier's Heart         | 17    | 4      | 383      | 3        | 7     | 8     |
| 9     | Nombeko Augustė     | Reikia man              | 26    | 6      | 247      | 2        | 8     | 7     |
| 10    | Vitalijus Špokaitis | Nemušk savęs            | 13    | 3      | 183      | 0        | 3     | 10    |
| 11    | Aistė Pilvelytė     | Unbreakable             | 46    | 8      | 1692     | 10       | 18    | 2     |
| 12    | THE ROOP            | On Fire                 | 54    | 12     | 2175     | 12       | 24    | 1     |

#### Demi-finale
Lors de chaque demi-finale, neuf artistes participent. Quatre artistes se qualifient à chaque fois. Huit candidats sont donc qualifiés pour la finale.
- Qualifiés

##### Première demi-finale
| Ordre | Artiste              | Chanson              | Jury  | Jury   | Télévote | Télévote | Total | Place |
| Ordre | Artiste              | Chanson              | Votes | Points | Voix     | Points   | Total | Place |
| ----- | -------------------- | -------------------- | ----- | ------ | -------- | -------- | ----- | ----- |
| 1     | KaYra                | Alligator            | 34    | 7      | 2080     | 8        | 15    | 3     |
| 2     | Viktorija Miškūnaitė | The Ocean            | 11    | 2      | 862      | 3        | 5     | 9     |
| 3     | Baltos Varnos        | Namų dvasia          | 32    | 6      | 1258     | 7        | 13    | 5     |
| 4     | Rūta Loop            | We Came from the Sun | 35    | 8      | 1224     | 6        | 14    | 4     |
| 5     | Gabrielius Vagelis   | Tave čia randu       | 24    | 4      | 576      | 2        | 6     | 8     |
| 6     | THE ROOP             | On Fire              | 45    | 10     | 5192     | 12       | 22    | 2     |
| 7     | Kristina Jure        | My Sound of Silence  | 19    | 3      | 963      | 4        | 7     | 7     |
| 8     | Alen Chicco          | Somewhere Out There  | 29    | 5      | 1096     | 5        | 10    | 6     |
| 9     | Aistė Pilvelytė      | Unbreakable          | 56    | 12     | 2521     | 10       | 22    | 1     |

##### Deuxième demi-finale
Evgenya Redko s'est retirée de cette demi-finale en raison de douleurs dues à une hernie discale.
| Ordre | Artiste         | Chanson                   | Jury  | Jury   | Télévote | Télévote | Total | Place |
| Ordre | Artiste         | Chanson                   | Votes | Points | Voix     | Points   | Total | Place |
| ----- | --------------- | ------------------------- | ----- | ------ | -------- | -------- | ----- | ----- |
| 1     | Meandi          | DRIP                      | 40    | 8      | 486      | 6        | 14    | 3     |
| 2     | Petunija        | Show Ya                   | 23    | 4      | 195      | 3        | 7     | 7     |
| 3     | Germanas Skoris | Chemistry (Breaking Free) | 33    | 7      | 339      | 5        | 12    | 5     |
| 4     | Moniqué         | Make Me Human             | 54    | 10     | 2618     | 12       | 22    | 2     |
| 5     | Rokas Povilius  | Vilnius Calling           | 26    | 5      | 588      | 7        | 12    | 6     |
| 6     | Monika Marija   | If I Leave                | 56    | 12     | 1652     | 10       | 22    | 1     |
| 7     | Andy Vaic       | Why Why Why               | 15    | 3      | 321      | 4        | 7     | 8     |
| 8     | The Backs       | Fully                     | 28    | 6      | 606      | 8        | 14    | 4     |

#### Finale
- Vainqueur

| Ordre | Artiste         | Chanson              | Jury  | Jury   | Télévote | Télévote | Total | Place |
| Ordre | Artiste         | Chanson              | Votes | Points | Voix     | Points   | Total | Place |
| ----- | --------------- | -------------------- | ----- | ------ | -------- | -------- | ----- | ----- |
| 1     | Aistė Pilvelytė | Unbreakable          | 62    | 5      | 7370     | 8        | 13    | 5     |
| 2     | Rūta Loop       | We Came From The Sun | 75    | 7      | 1866     | 6        | 13    | 4     |
| 3     | KaYra           | Alligator            | 47    | 4      | 1308     | 5        | 9     | 7     |
| 4     | Monika Marija   | If I Leave           | 87    | 8      | 6570     | 7        | 15    | 3     |
| 5     | Meandi          | DRIP                 | 63    | 6      | 703      | 3        | 9     | 6     |
| 6     | THE ROOP        | On Fire              | 128   | 12     | 50 139   | 12       | 24    | 1     |
| 7     | The Backs       | Fully                | 42    | 3      | 966      | 4        | 7     | 8     |
| 8     | Moniqué         | Make Me Human        | 101   | 10     | 15 962   | 10       | 20    | 2     |

La finale se conclut par la victoire du groupe The Roop et de sa chanson On Fire qui représenteront donc la Lituanie à l'Eurovision 2020.

## À l'Eurovision
La Lituanie aurait participé à la première demi-finale, le 12 mai puis, en cas de qualification, à la finale du 16 mai 2020.
Le 18 mars 2020, l'annulation du Concours en raison de la pandémie de Covid-19 est annoncée.